# Discipolul diavolului (film din 1987)
Discipolul diavolului (în engleză The Devil's Disciple) este un film britanico-canadian din 1987. A fost regizat de David Jones după piesa de teatru omonimă din 1987 de George Bernard Shaw. În rolurile principale au interpretat actorii Patrick Stewart ca reverendul Anthony Anderson, Mike Gwilym ca Richard „Dick” Dudgeon și Ian Richardson ca generalul britanic John Burgoyne.
Oaia neagră a unei familii (Dick Dudgeon) și preotul local (Anthony Anderson) își descoperă adevăratele vocații în timpul războiului revoluționar american.

## Distribuție
Au interpretat actorii:
- Patrick Stewart – The Rev. Anthony Anderson
- Mike Gwilym – Dick Dudgeon
- Ian Richardson – Gen. John Burgoyne
- Susan Wooldridge – Judith Anderson
- Elizabeth Spriggs – Mrs. Dudgeon
- Benjamin Whitrow – Maj. Swindon
- Patrick Godfrey – Lawyer Hawkins
- Larry Lamb – British Sergeant
- Graham Turner – Christy Dudgeon
- Patrick Newell – William